# Аманшаев, Ермек Амирханович
Ермек Амирханович Аманшаев (каз. Ермек Әмірханұлы Аманшаев; род. 12 марта 1963, Мактааральский район, Чимкентская область, Казахская ССР) — казахский политический деятель, писатель, драматург, кандидат филологических наук (2006), заслуженный деятель Казахстана (2005).

## Биография
Родился 12 марта 1963 года в совхозе «Политотдел» Махтааральского района Чимкентской области.
В 1985 году окончил филологический факультет Казахского государственного университета им. С. М. Кирова по специальности учитель казахского языка и литературы.
В 2006 году защитил учёную степень кандидата филологических наук, тема диссертации: «Духовные и художественные истоки создания литературного образа».
Член Союза писателей Казахстана.
Член Союза театральных деятелей Казахстана.

## Трудовая деятельность
С 1979 по 1980 годы — Учитель физического воспитания средней школы № 41 Ералиевского района Мангистауской области.
С 1985 по 1986 годы — Научный сотрудник Центрального государственного музея Казахской ССР.
С 1985 по 1989 годы — Научный редактор главной редакции Казахской Советской энциклопедии.
С 1988 по 1991 годы — Ответственный секретарь журнала «Жалын».
С 1991 по 1995 годы — Ассистент, старший преподаватель кафедры казахской литературы Казахского государственного университета имени Аль-Фараби.
С 1995 по 2000 годы — Заведующий сектором культуры отдела социально-культурного развития Аппарата Правительства РК, специалист канцелярии Премьер-министра Республики Казахстан.
С 2000 по 2002 годы — Начальник Управления культуры города Астаны.
С 2002 по 2003 годы — Председатель Комитета культуры Министерства культуры, информации и общественного согласия Республики Казахстан.
С 2003 по 2006 годы — Вице-министр культуры, информации и спорта Республики Казахстан.
С 2006 по 2008 годы — Заместитель акима города Астаны.
С 2008 по 2014 годы — Президент АО "Национальная компания «Казахфильм» им. Шакена Айманова.
С 2014 по 2019 годы — Заместитель Акима города Астаны.
С июля 2019 года — Заместитель руководителя Канцелярии премьер-министра РК — Представитель Правительства Республики Казахстан в Парламенте Республики Казахстан.

## Научные, литературные труды
Автор книг «Песнь мотылька» (Астана, 2001), «Албасты туралы аңыз» (Алматы, 2002), пьес «Прерванная колыбель», «Там за бугром, где рай земной», «Превращение», «Если бы я был султан», «Балкон», а также более 20 статей и публикаций по литературоведению, теории литературы, современной казахской литературе и др.
Автор ряда документальных фильмов.

## Награды и звания
- почётное звание «Заслуженный деятель Казахстана» (каз. Қазақстанның еңбек сіңірген қайраткері) (12 декабря 2005 года)[4]
- нагрудный знак «Деятель культуры Казахстана» (каз. Қазақстан Республикасының Мәдениет қайраткері) (2004 года)
- Лауреат премии Союза молодёжи Казахстана в области литературы.
- Орден Парасат за значительный вклад в социально-экономическое и культурное развитие страны (16 декабря 2017 года)[5][6]
- Почётная грамота Совета МПА СНГ (16 апреля 2015 года, Межпарламентская ассамблея СНГ) — за активное содействие в организации и проведении акции Межпарламентской Ассамблеи государств — участников СНГ «Эстафета Памяти»[7]
- Орден «Барыс» 3 степени (2024);[8]
- Государственные юбилейные медали
- 2001 — Медаль «10 лет независимости Республики Казахстан»
- 2005 — Медаль «10 лет Конституции Республики Казахстан»
- 2008 — Медаль «10 лет Астане»
- 2011 — Медаль «20 лет независимости Республики Казахстан»
- 2015 — Медаль «20 лет Конституции Республики Казахстан»
- 2016 — Медаль «25 лет независимости Республики Казахстан»
- 2018 — Медаль «20 лет Астане»[9]